# John Battsek
John Battsek (6 de septiembre de 1963) es un productor de cine y documentales británico. En 2020 confundó la compañía de producción Ventureland con el director Paul Hunter y los productores Kerstin Emhoff y Ali Brown. Ha producido gran cantidad de documentales, incluyendo Un día en septiembre y Searching for Sugar Man, ambos ganadores del Premio Óscar en la categoría de mejor película documental.

## Filmografía
- Un día en septiembre (1999) – productor
- The Game of Their Lives (2002) – productor ejecutivo
- Live Forever: The Rise and Fall of Brit Pop (2003) – productor
- Peace One Day (2004) – coproductor
- Lila dice (2004) – coproductor
- A State of Mind (2004) – productor
- Black Sun (2005) – productor
- Once in a Lifetime: The Extraordinary Story of the New York Cosmos (2006) – productor
- Crossing the Line (2006) – productor ejecutivo
- In the Shadow of the Moon (2007) – productor ejecutivo
- My Kid Could Paint That (2007) – productor ejecutivo
- In Prison My Whole Life (2007) – coproductor
- Sergio (2009) – productor
- The Age of Stupid (2009) – productor ejecutivo
- Restrepo (2010) – productor ejecutivo
- The Stones in Exile – (2010) – productor
- The Tillman Story – (2010) – productor
- Fire in Babylon – (2010) – productor
- Project Nim – (2011) – productor ejecutivo
- Bob & the Monster – (2011) – productor ejecutivo
- Better This World – (2011) –productor ejecutivo
- Koran by Heart – (2011) – productor
- The Imposter – (2012) –productor ejecutivo
- Searching for Sugar Man – (2012) – productor ejecutivo
- How I Live Now – (2013) – productor
- Hillsborough – (2014) – productor ejecutivo
- Listen to Me Marlon – (2015) – productor
- We Are X – (2016) – productor
- Keep Quiet – (2016) – productor ejecutivo
- The Fall – (2016) – productor ejecutivo
- George Best – All by Himself – (2016) – productor
- Forever Pure – (2016) – productor ejecutivo
- Five Came Back – 2017 – productor
- Legion of Brothers – 2017 – productor
- The Final Year – 2017 – productor
- Eric Clapton: Life in 12 Bars – 2017 – productor
- Westwood: Punk, Icon, Activist – 2018 – productor
- Studio 54 – 2018 – productor
- If I Leave Here Tomorrow: A Film About Lynyrd Skynyrd – 2018 – productor
- The Serengeti Rules – 2018 –productor ejecutivo
- Mike Wallace Is Here – 2019 – productor
- The Australian Dream – 2019 – productor
- Andy Murray: Resurfacing – 2019 – productor
- Citizen K – 2019 – productor
- Circus of Books – 2019 – productor ejecutivo
- Sid and Judy – 2019 – productor
- Mystify: Michael Hutchence – 2019 – productor
- Oliver Sacks: His Own Life – 2019 – productor ejecutivo
- Rising Phoenix – 2020 – productor
- 'Til Kingdom Come – 2020 – productor
- Wham! – 2023 – productor
- The Deepest Breath – 2023 – productor
- Bobi Wine: The People's President – 2023 – productor